# Sedasta ferox
Sedasta ferox là một loài nhện trong họ Araneidae.
Loài này thuộc chi Sedasta. Sedasta ferox được Eugène Simon miêu tả năm 1894.